# Joana Andrade
Joana Linhares de Andrade é uma surfista big wave rider portuguesa, nascida a 28 de Julho de1980. É uma atleta especialista em ondas grandes surfando na Praia do Norte, Nazaré, nas maiores ondas do mundo e que está indicada entre as melhores surfistas femininas de ondas grandes do mundo.
Joana é também empresária da Progress Surf School, na sua cidade natal, a Ericeira, fundadora da primeira escola de surf para raparigas em Portugal e embaixadora do projeto SOMA surf ( surfistas orgulhosas na mulher d’áfrica).
Na sequência natural de uma carreira dedicada ao surf, demonstrou maior aptidão para as Ondas Grandes há cerca de 3 anos, quando resolveu passar para outro patamar ao surfar as ondas da Praia do Norte .
Antes da prática do surf, Joana Andrade sempre efetuou desporto em pequena ,esta recorda os seus tempos de criança, e conta que era irrequieta, “não conseguia estar parada muito tempo”, e precisava de alguma atividade onde pudesse depositar essa energia segundo a entrevista da Surf Total.
Joana Andrade, sendo a primeira e única mulher portuguesa que pratica surf em ondas gigantes, manifesta-se bastante sobre a igualdade no desporto. Joana admite que "o panorama do surf feminino mudou muito desde que começou a surfar e esta presença crescente de mulheres na água não só é um marcador importante do progresso do surf feminino, como também é um incentivo cada vez maior para as mais jovens, que se sentem mais motivadas a ir surfar".
Joana Andrade  protagoniza também o documentário Big vs Small. realizado por Minna Dufton.

## Progress surf school

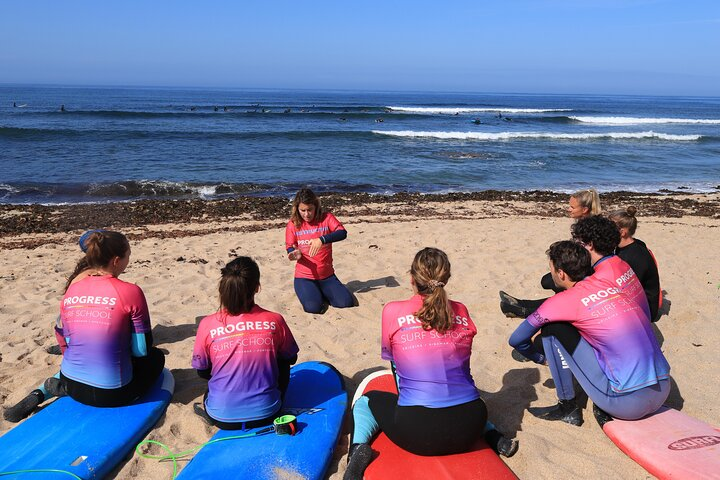
Progress Wave School

Joana Andrade fundou a progress surf school em 1998 , esta teve origem no norte da Ericeira, numa típica aldeia portuguesa chamada Ribamar.
O público-alvo desta escola de surf é composto pelos surfistas que querem aperfeiçoar as suas técnicas de surf, esta oferece cursos de surf que são projetados especificamente para o nível de surf de cada um desde surfistas iniciantes, intermédios a avançados,  .
A equipa de professores é formada por surfistas locais.

## FilmeBig vs Small
Big vs Small é o nome do documentário que retrata a história de Joana Andrade nas ondas grandes, concretamente na abordagem ao Canhão da Nazaré.
Este é um trabalho onde Portugal e Finlândia são os países protagonistas, tendo como realizadora a finlandesa Minna Durton. Durante o documentário, conta-se como Joana conseguiu superar alguns medos e bloqueios do passado com a sua força de vontade, ajuda do surf de ondas grandes e a consequente definição de objetivos.

## Distinções

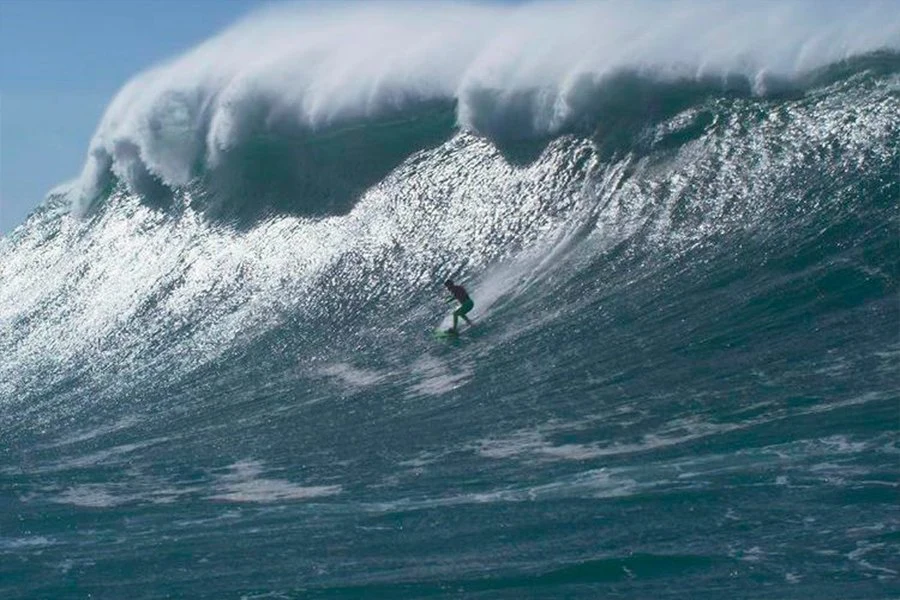
Onda nomeada para XXL Big Wave Awards 2015Data 19 de novembro 2014

Joana conta com vários títulos a nível nacional e europeu.
Em 2015, ganhou uma nomeação na categoria "Billabong Ride of the Year do XXL" na Big Wave Awards de 2015 com uma onda surfada a 19 de novembro de 2014, na Praia do Norte, Nazaré. O mesmo já tinha acontecido o ano passado em 2013, dessa feita na Papoa em Peniche Portugal.